# Piet Emmer
Pieter Cornelis (Piet) Emmer (Haarlem, 17 de outubro de 1944), é um professor emérito holandês de história na Universidade de Leiden, especializado em expansão europeia e escravidão e imigração relacionadas.

## Carreira
Emmer obteve seu doutorado em 1974 com uma tese intitulada 'Inglaterra, Holanda, África e o comércio de escravos no século XIX'. Em 1991 tornou-se professor na Universidade de Leiden com a missão de expansão e migração europeias . Seu livro mais famoso é The Dutch Slave Trade 1500-1850 . Em 2009 ele se aposentou.

## Tráfico de escravos holandês
Durante anos, Emmer foi considerado o especialista em escravidão da Holanda, mas agora é difamado no debate público. Em suas publicações destaca o papel que os habitantes do continente africano tiveram no comércio transatlântico de escravos . Emmer também é sutil sobre a lucratividade do comércio de escravos holandês, por exemplo, ele calculou que o comércio de escravos holandês totalizava apenas 0,005 por cento da renda nacional e cita que muitos dos escravos comprados na África morreram durante sua jornada para o Novo World., e que, aliás, o tráfico de escravos holandês foi o único que deixou de existir por razões econômicas.
Em 2013, ele afirmou em um artigo no jornal Trouw que os escravos nem sempre se saíram tão mal quanto as coisas sugeriam os abolicionistas da época. Os proprietários de escravos (por exemplo, diretores de plantações e capatazes) relutavam em punir fisicamente e estuprar porque não queriam arriscar um conflito com os escravos, dadas as possíveis consequências, eles também eram relativamente bem alimentados em comparação com a população pobre da Europa e da África que sofria das fomes . “Você também tem que perceber que eles não seriam livres se tivessem ficado na África. Eles já eram escravizados.” .
A pesquisa de Emmer sobre o passado da escravidão holandesa encontra resistência de tempos em tempos. Seu livro sobre a história da escravidão foi recebido com críticas, entre outros, pela National Platform for Slavery Past. Uma das objeções foi que Emmer estima a participação da República Holandesa no comércio transatlântico de escravos em cinco por cento.  Sua declaração de que a ajuda ao desenvolvimento é incompatível com o desenvolvimento também causou polêmica.

### Museu da Escravatura
Quando perguntado se ele estará envolvido no novo Museu Nacional da Escravatura em Amsterdã, ele respondeu: "Não me perguntaram. Talvez eu seja muito velho ou muito controverso." No entanto, Emmer tem todo tipo de ideias sobre o projeto do novo museu. Ele gostaria de ver a documentação da escravidão das Índias Ocidentais, das Antilhas e do Suriname, que conhecemos muito bem, combinada com a escravidão da África, Ásia e Índias Orientais Holandesas . Segundo ele, isso iluminaria a escravidão de muitos lados.

## Publicações (seleção)
- H.W. van den Doel, P.C. Emmer & H.Ph. Vogel: Nederland en de nieuwe wereld. Utrecht, Spectrum, 1992. ISBN 9027430799
- Hrsg. von Piet C. Emmer & Manfred Mimler: Wirtschaft und Handel der Kolonialreiche. München, Beck, 1988. ISBN 3406306616
- P.C. Emmer: De Nederlandse slavenhandel 1500-1850. Amsterdam, De Arbeiderspers, 2000. 2e uitgebr. druk, 2003. ISBN 9029515600
- Piet Emmer & Hans Wansink: Wegsturen of binnenlaten?. Amsterdam, De Arbeiderspers, 2005. ISBN 9029523514
- Atlantisch avontuur. De Lage Landen, Frankrijk en de expansie naar het westen, 1500-1800. Onder red. van Piet Emmer, Henk den Heijer, Louis Sicking. Zutphen, Walburg Pers, 2010. ISBN 9789057306815
- Piet Emmer & Jos Gommans: Rijk aan de rand van de wereld. De geschiedenis van Nederland overzee 1600-1800. Amsterdam, Bert Bakker, 2012. ISBN 9789035133457
- Piet Emmer: Het zwart-witdenken voorbij. Een bijdrage aan de discussie over kolonialisme, slavernij en migratie. Amsterdam, Nieuw Amsterdam, 2018. ISBN 9789046822685
- P.C. Emmer: Geschiedenis van de Nederlandse slavenhandel. Amsterdam, Nieuw Amsterdam, 2019